# 西班戈 (紐約州)
西班戈（英語：West Bangor）是位於美國紐約州富蘭克林縣的非建制地區。

## 歷史
西班戈的郵局於1856年設立，其後於1965年停運。

## 地理
西班戈所處的海拔為高於海平面221米（即725英呎），而該地所採用的時區為UTC-5，即北美东部时区（EST）。同時該地設有夏令時間，為UTC-5調快一小時，即UTC-4（EDT）。